# アシナガモエビ
アシナガモエビ（脚長藻蝦、学名: Heptacarpus rectirostris）は、十脚目モエビ科に分類されるエビの一種。北海道南部から九州までの岩礁海岸に生息し、日本産モエビ類の中では比較的身近な種類である。
成体は体長30mmほどで、体は太くて短い紡錘形をしている。頭胸甲が上向き、腹部中央（腰）が曲がって尾が下向きになる。額角は前方にまっすぐ伸び、鋸歯が上側に5-7個、下側に3-4個ある。第3-第5脚の長節（腿に見える部分）は幅広く、下側に棘が並ぶ。オス成体は第3顎脚と第1歩脚が大きく発達し、和名はここに由来する。メスは脚が短く、腹部の幅が広いので区別できる。体色は褐色、黒色、緑色などがあり、模様も変異に富む。
北海道南部から九州までに分布する日本近海固有種で、タイプ産地は函館である。海岸付近の岩礁や藻場に生息し、ごく浅い波打ち際やタイドプールで、イソスジエビやスジエビモドキ等とも同所的に見られる。岩石や海藻の陰に多数潜み、捕える際は海藻をタモ網で攫うなどの操作で比較的簡単に捕らえられる。
繁殖期は2-4月で、この時期には卵を腹肢に抱えたメスが見られる。夏は成体はあまり見られないが、体長5-10mmほどの稚エビが多数見られる。

## 類似種
アシナガモエビモドキ Heptacarpus futilirostris (Bate, 1888)
額角の先が上方に反り、下側の歯の数が1-3（ふつう2）個しかないこと、歩脚が細いことでアシナガモエビと区別する。しかし区別がつけにくく、混同されやすい。アシナガモエビよりは幾分南方系で、本州中部から九州南部まで分布する（タイプ産地は明石海峡）。また日本だけでなく中国北部にも分布する。